# Time Capsule (альбом War & Peace)
Time Capsule (с англ. — «Капсула времени») — студийный альбом американской хеви-метал-группы War & Peace, выпущенный 23 ноября 1993 года лейблом Shrapnel Records в США. В Японии альбом вышел 21 февраля 1994.

## Список композиций
Все примечания взяты из оригинального LP.
Слова и музыка всех песен — Джефф Пилсон.
| №  | Название              | Длительность |
| -- | --------------------- | ------------ |
| 1. | «Love Has No Color»   | 6:19         |
| 2. | «Stone Cold Believer» | 5:24         |
| 3. | «Change The World»    | 4:55         |
| 4. | «Can’t Slow Down»     | 4:14         |
| 5. | «New Sensation»       | 6:17         |

| №                   | Название                      | Длительность |
| ------------------- | ----------------------------- | ------------ |
| 6.                  | «World Spinnin’ Round»        | 5:02         |
| 7.                  | «Believe in Yourself»         | 2:55         |
| 8.                  | «Heaven Is Waiting»           | 3:46         |
| 9.                  | «I Miss You Mama»             | 4:52         |
| 10.                 | «Spread Your Wings»           | 4:51         |
| 11.                 | «We All Need Someone to Love» | 6:03         |
| Общая длительность: | Общая длительность:           | 54:38        |

## Участники записи
Все примечания взяты из оригинального LP.
War & Peace
- Джефф Пилсон — ведущий вокал, ритм-гитара
- Расс Пэррис — соло- и ритм-гитары, вокал
- Томми Хендрикс — бас, вокал
- Рикки Парент — ударные

Производство
- Джефф Пилсон, Томми Хендрикс — продюсеры